# NeuroTribes: Спадщина аутизму та майбутнє нейрорізноманіття
«NeuroTribes: Спадщина аутизму та майбутнє нейрорізноманіття» (англ. NeuroTribes: The Legacy of Autism and the Future of Neurodiversity) — книга Стіва Сілбермана, яка обговорює аутизм і нейрорізноманіття з історичної, наукової та пропагандистської точок зору. «NeuroTribes» була нагороджена премією Семюеля Джонсона в 2015 році і отримала широке визнання як у науковій, так і в популярній пресі. Вона була названа в ряді списків «кращих книг 2015 року», включаючи The New York Times Book Review і The Guardian.

## Зміст
«NeuroTribes» досліджує історію аутизму, починаючи з того часу, коли діагноз був визначений, і закінчуючи зростаючою сучасною концепцією нейрорізноманіття. У ньому висвітлюються вчені-історики, такі як Генрі Кавендіш, які демонструють багато ознак, які сьогодні психологи пов'язують з аутизмом. У той час як аутизм все ще був новою концепцією, кілька важливих діячів на початку спільноти радіолюбителів, наукової фантастики та фендому в цілому були діагностовані як аутисти або підозрювані в них. У сучасну епоху, спираючись на попередню статтю Сілбермана «Синдром виродка», він обговорює частоту аутизму та схожих на нього рис у Силіконовій долині.
Порівнюються праці та спадщина Ганса Аспергера та Лео Каннера, які описали аутизм майже одночасно. Сілберман стверджує, що в той час як Аспергер визнав дітей як особистості з унікальними талантами, Каннер зобразив їх у набагато більш негативному світлі.
У міру того, як знання про аутизм ставали все більш поширеними, переважала думка, що це рідкісний і виснажливий розлад. Лише нещодавно, в останні кілька десятиліть, ця думка змінилася, і суспільство стало ширше сприймати спектр аутизму. З одного боку, це, разом з іншими факторами, призвело до того, що дехто побоюється, що аутизм діагностують занадто часто. З іншого боку, це сприяло утворенню ширшої спільноти людей з аутизмом. Ця спільнота, разом з родиною та іншими союзниками, виступає за те, що люди з аутизмом можуть бути щасливими і можуть багато чого запропонувати світові, якщо їм нададуть необхідні ресурси та підтримку.
Історії людей з різними симптомами та різного віку демонструють інші способи, якими люди з аутизмом знайшли приємне, здорове та осмислене життя. Концепція нейророзмаїття, яка полягає в тому, що відмінності в пізнанні не обов'язково є патологією і пропонують сильні та слабкі сторони, є важливою темою в цій книзі.

## Відгуки
У The New York Times Book Review Дженніфер Сеньйор написала, що книга була «гарно розказана, гуманна, важлива»; The Boston Globe назвав її «такою ж емоційно резонансною, як будь-яка [книга] цього року»; когнітивний нейробіолог Франческа Хаппе написала в Science: «Це прекрасно написана і продумана книга, історичний екскурс про аутизм, багата на цікавих і захоплюючих персонажів, а також заклик до поваги до відмінностей». Видання The New York Times, The Economist, Financial Times, і The Guardian назвали її однією з найкращих книг 2015 року.
Навпаки, Ліза Конлан, рецензуючи книгу для <i id="mwWQ">British Journal of Psychiatry</i>, критикувала ретроспективний діагноз Сілбермана щодо історичних постатей і стверджувала, що його зображення нейрорізноманіття базується на політиці ідентичності. Джеймс Гарріс з Університету Джона Гопкінса розкритикував NeuroTribes як книгу, яка висуває порядок денний, сказавши, що Сілберман неправильно представив Лео Каннера як такого, що має негативне ставлення до людей з аутизмом та їхніх батьків, а не, як стверджував Гарріс, як прихильника індивідуального лікування для кожної дитини.
У 2017 році Paramount Pictures придбала права на «NeuroTribes» і оголосила про зацікавленість у знятті книги у фільмі за допомогою Broadway Video.

## Нагороди та відзнаки
- 2015 Премія Семюеля Джонсона[14]
- 2015 Психологічна премія «Книги за краще життя», Національне товариство розсіяного склерозу Південного Нью-Йорка[15]
- Книга року про здоров'я 2016, Асоціація медичних журналістів[16]
- 2016 Срібна медаль, документальна література, Каліфорнійська книжкова премія[17]
- Премія Інституту Еріксона 2016 р. за досягнення в медіа з питань психічного здоров'я[18]
- 2016 ARC Catalyst Awards, Автор року[19]